# NBA Europe Live Tour 2009
Le NBA Europe Live Tour 2009 est la quatrième édition du NBA Europe Live Tour. Il s'est déroulé du 3 au 20 octobre 2009. Onze matchs ont été disputés, réunissant dix équipes NBA : les Denver Nuggets, les Phoenix Suns, les Chicago Bulls, le Utah Jazz, les Indiana Pacers, les San Antonio Spurs, les Cleveland Cavaliers, les New York Knicks, les Philadelphia 76ers et les Los Angeles Clippers et quatre équipes européennes : le KK Partizan Belgrade, le Real Madrid, l'Olympiakós et le Maccabi Tel-Aviv.

## Matches
| Date            | Équipe                | Score   | Équipe                  | Lieu        |
| --------------- | --------------------- | ------- | ----------------------- | ----------- |
| 3 octobre 2009  | KK Partizan Belgrade  | 70-102  | Nuggets de Denver       | Denver      |
| 6 octobre 2009  | KK Partizan Belgrade  | 80-111  | Suns de Phoenix         | Phoenix     |
| 6 octobre 2009  | Jazz de l'Utah        | 101-102 | Bulls de Chicago        | Londres     |
| 8 octobre 2009  | Jazz de l'Utah        | 109-80  | Real Madrid             | Madrid      |
| 8 octobre 2009  | Nuggets de Denver     | 104-126 | Pacers de l'Indiana     | Taipei      |
| 9 octobre 2009  | Olympiakós            | 89-107  | Spurs de San Antonio    | San Antonio |
| 11 octobre 2009 | Pacers de l'Indiana   | 128-121 | Nuggets de Denver       | Pékin       |
| 12 octobre 2009 | Olympiakós            | 94-111  | Cavaliers de Cleveland  | Cleveland   |
| 18 octobre 2009 | Maccabi Tel-Aviv      | 91-106  | Knicks de New York      | New York    |
| 18 octobre 2009 | 76ers de Philadelphie | 116-94  | Suns de Phoenix         | Monterrey   |
| 20 octobre 2009 | Maccabi Tel-Aviv      | 96-108  | Clippers de Los Angeles | Los Angeles |